# Insectes com a aliment

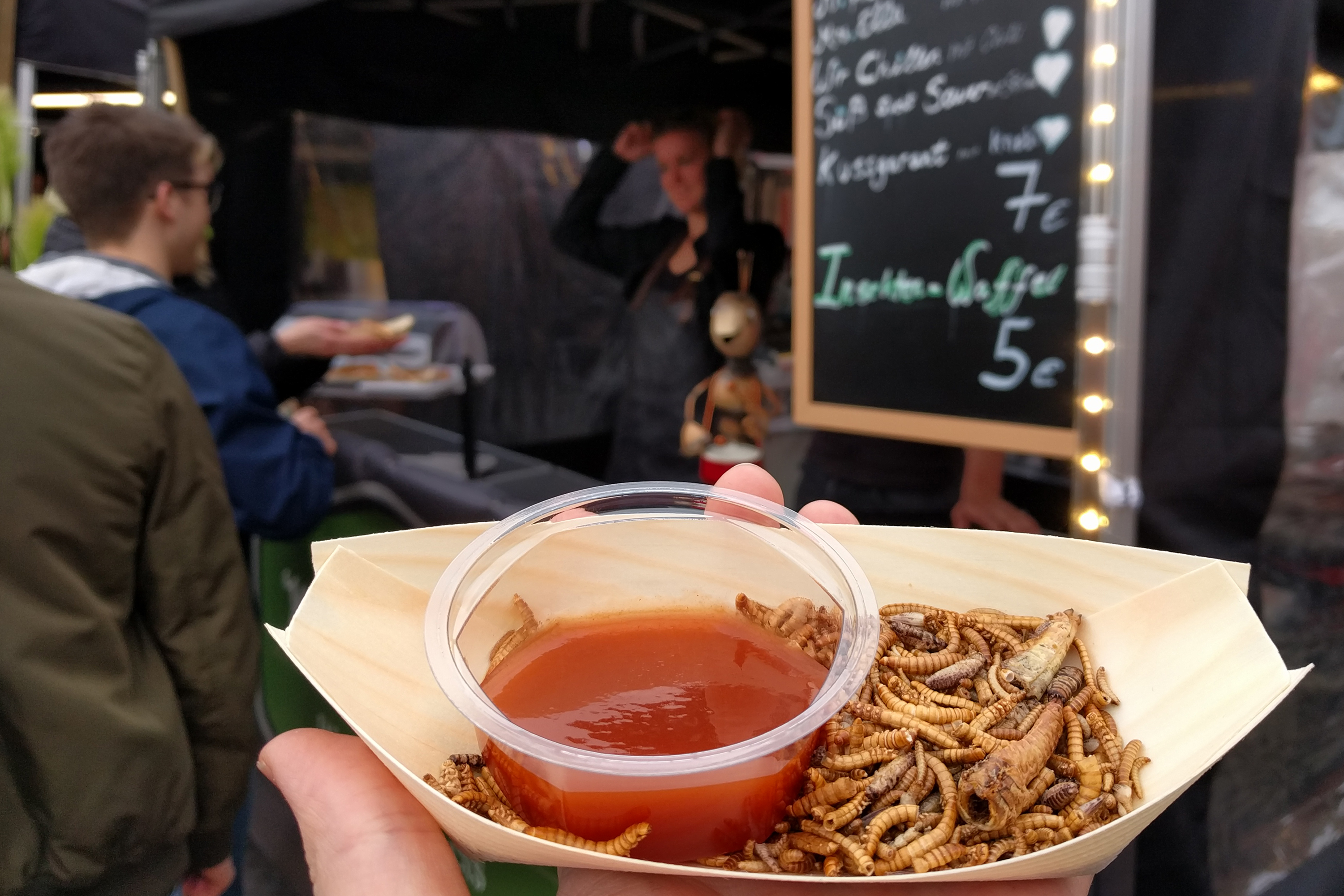
Insectes comestibles fregits oferts al carrer a Alemanya

Els insectes alimentaris o comestibles són uns tipus d'insecte que s'utilitzen per al consum humà, com a menjar complet o com a ingredient dintre de productes alimentaris processats com pasta per hamburgueses, pasta o snacks.
El procés cultural i biològic de menjar insectes (tant per humans com per animals) es coneix com a entomofagia.

## Insectes comestibles

### Espècies d'insectes consumides freqüentment
Les estimacions del nombre d'espècies d'insectes comestibles consumides a nivell mundial oscil·len entre 1.000 i 2.000. Aquestes espècies inclouen 235 de papallones i arnes, 344 escarabats, 313 de formigues, abelles i vespes, 239 de saltamartins, grills i paneroles, 39 de tèrmits i 20 de libèl·lules, a més de cigales. L'espècie que es consumeix a cada regió varia a causa de diferències en el medi ambient, els ecosistemes i el clima.
La taula següent mostra els cinc primers ordres d'insectes consumits per humans a tot el món, con es veu a Insectes comestibles: perspectives futures de seguretat alimentària i alimentació d'Arnold van Huis, Joost Van Itterbeeck, Harmke Klunder, Esther Mertens, Afton Halloran, Giulia Muir i Paul Vantomme.
| Ordre d'insecte | Nom comú                   | Índex de consum a tot el món per població humana (%) |
| --------------- | -------------------------- | ---------------------------------------------------- |
| Coleoptera      | Escarabats                 | 31                                                   |
| Lepidoptera     | Papallones, arnes          | 18                                                   |
| Hymenoptera     | Abelles, vespes, formigues | 14                                                   |
| Orthoptera      | Llagostes, grills          | 13                                                   |
| Hemiptera       | Cigales, xixarrites        | 10                                                   |

Per una llista d'insectes comestibles, consumits localment veure: Llista d'insectes comestibles per país.

### Insectes comestibles de producció industrial en grans quantitats
A mercats occidentals com Europa i Amèrica del Nord, acadèmics i productors d'aliments d'insectes a gran escala com Entomo Farms al Canadà, Aspire Food Group als Estats Units, Protifarm i Protix en els Països Baixos i Bühler Grup a Suïssa se centren en quatre espècies d'insectes adequades pel consum humà així com per la producció industrial:
- Grill domèstic (Acheta domesticus)
- Llagosta migratoria (Locusta migratoria)
- Escarabat de la farina (Tenebrio molitor) en estat larvari

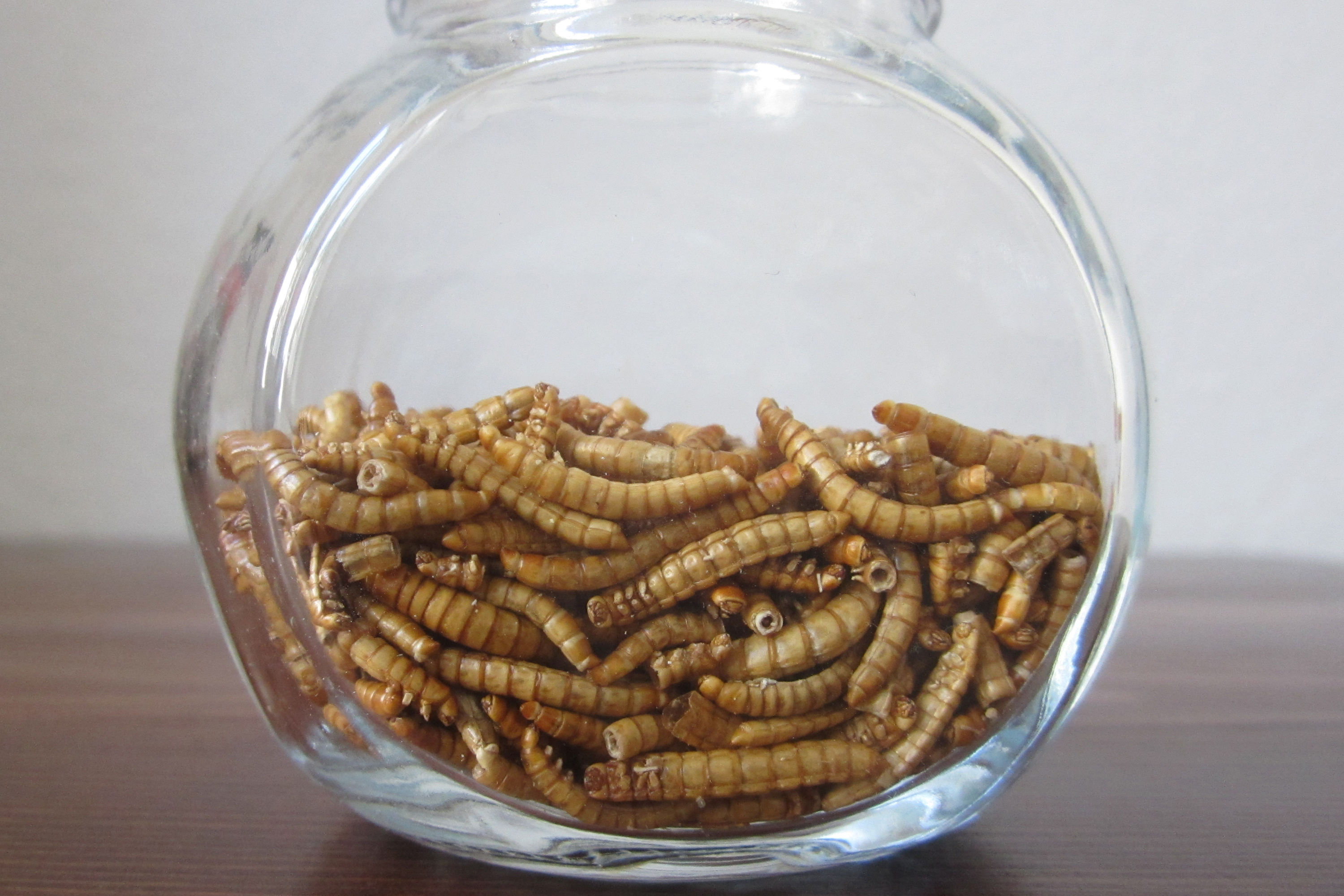
Cucs de la farina com a aliment
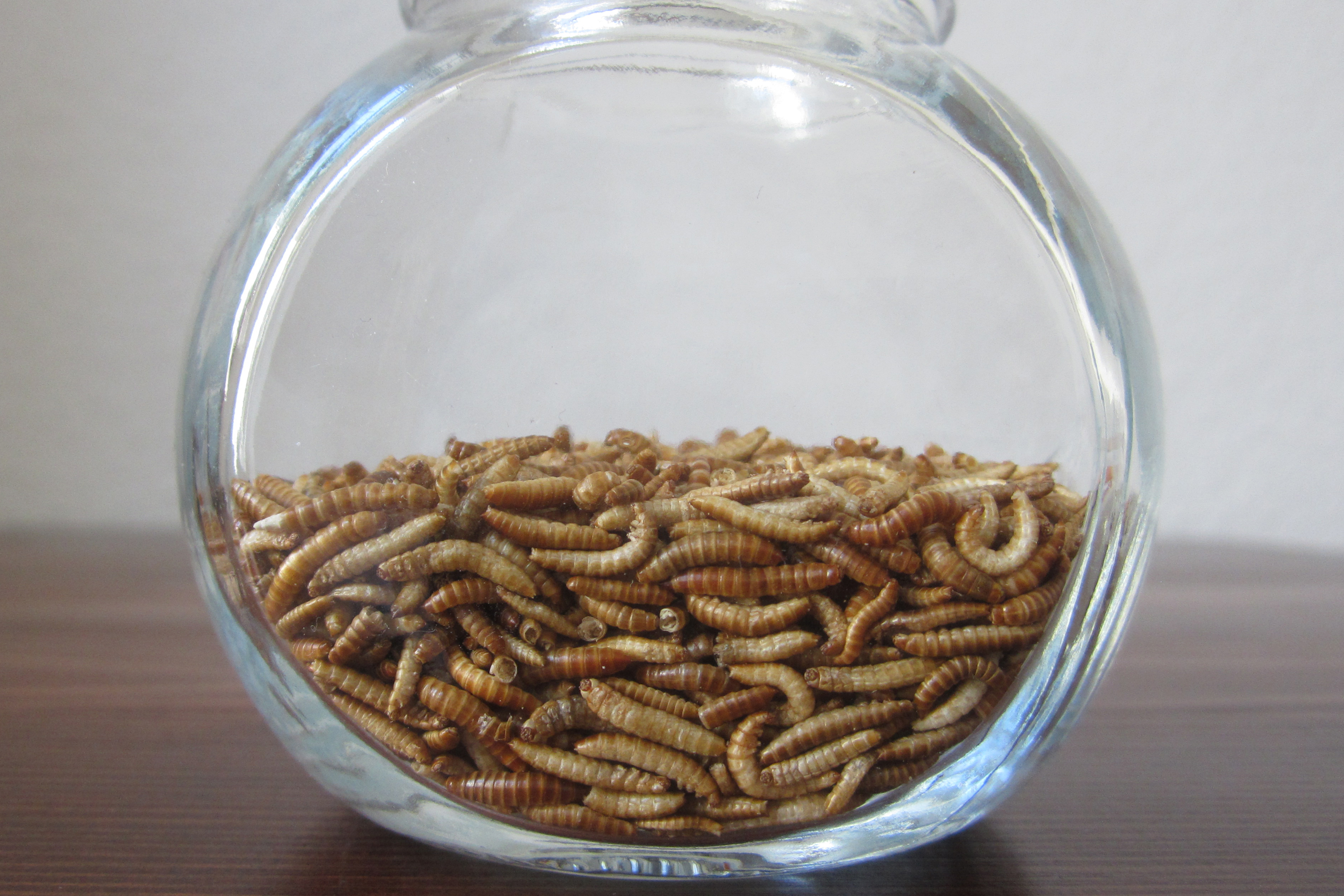
Cucs búfal com aliments
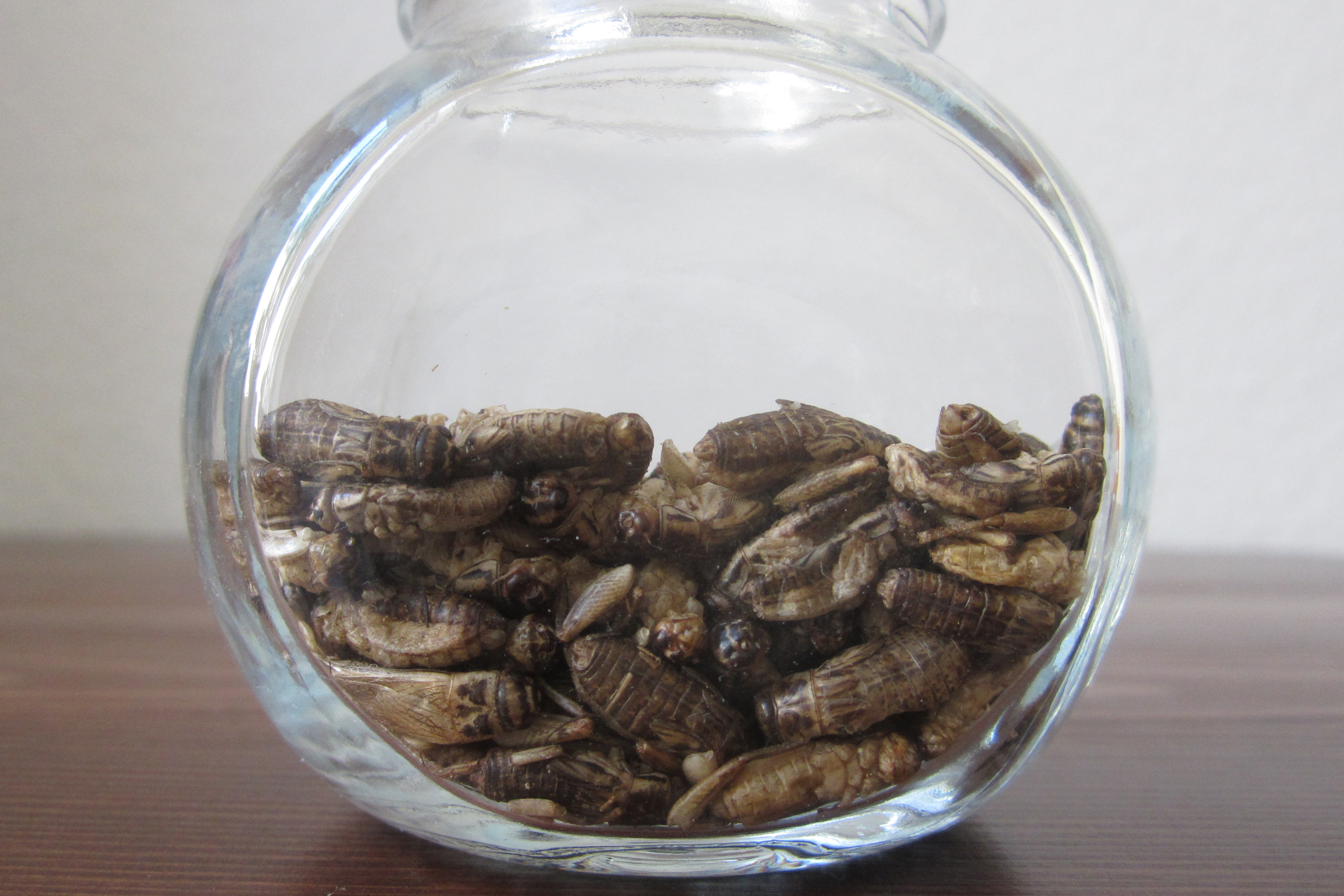
Grills domèstic com aliments
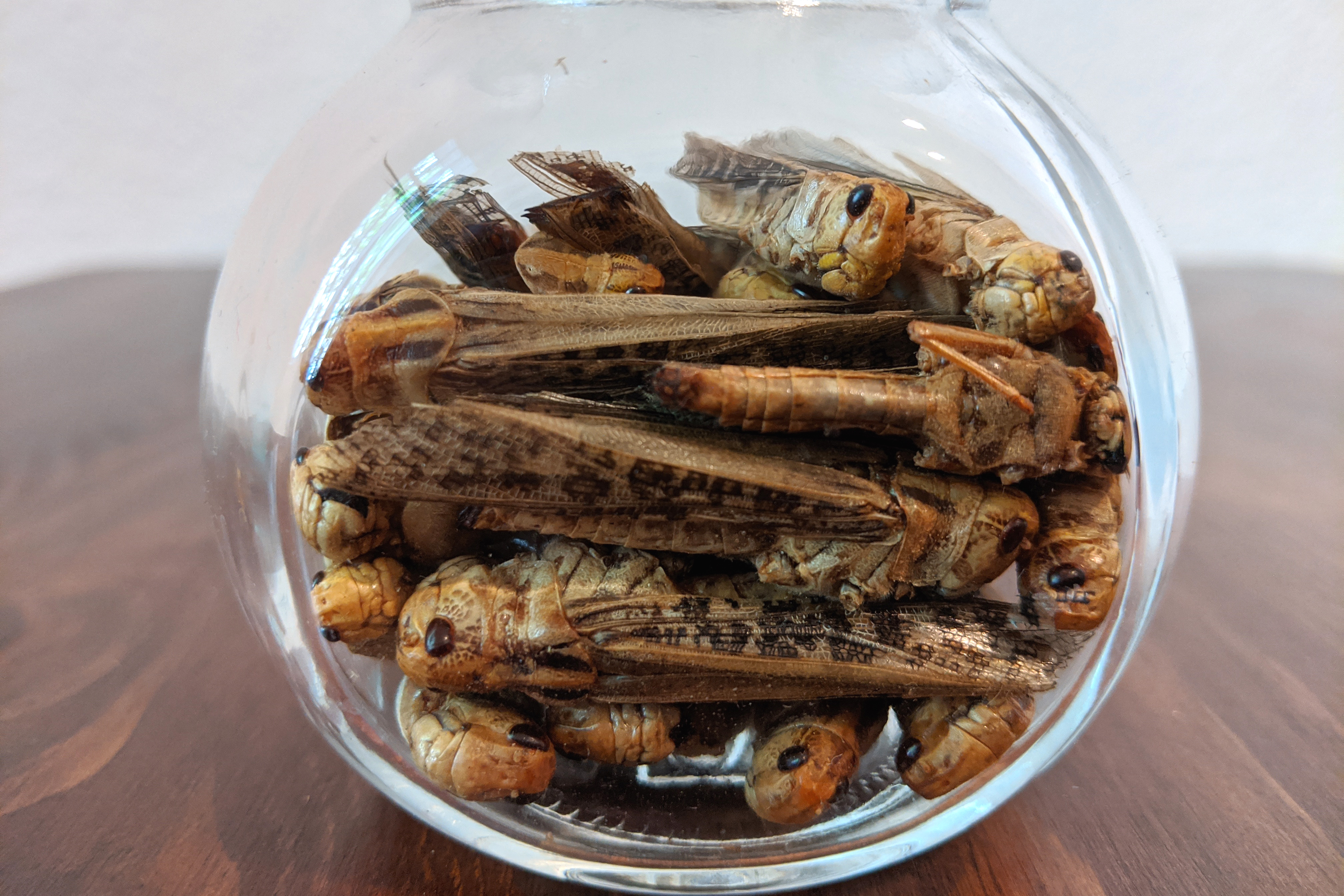
Les llagostes migratòries com a aliment

## Perfil nutritiu

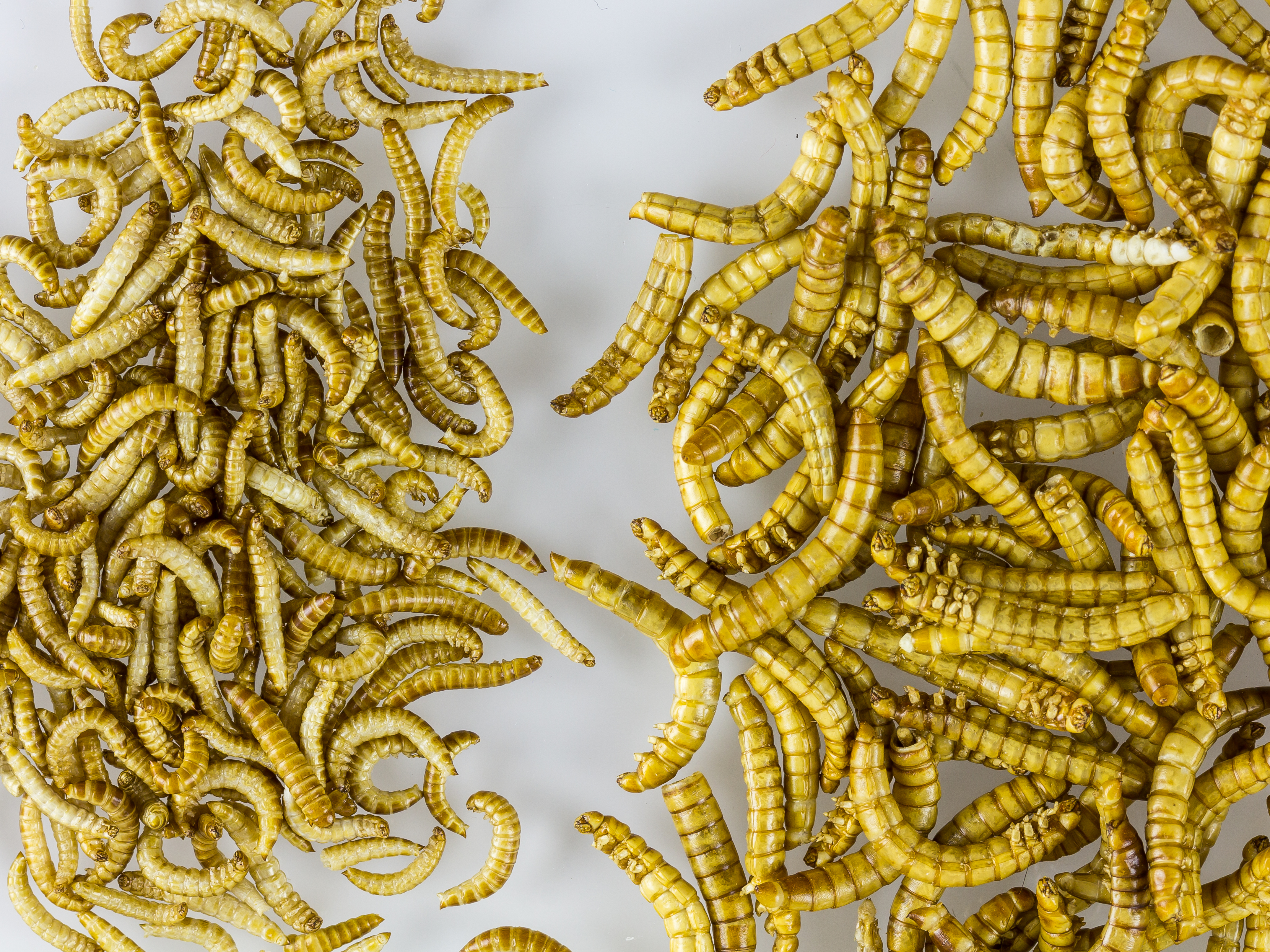
Cucs congelats i assecats

Els insectes es consideren anàlegs de la carn, ja que són eficients com a nutrient en comparació amb altres productes procedents de la carn convencional. Insectes com els grills aporten una proteïna completa amb suficient quantitat útil, comparable amb la proteïna de la soja, encara que menor que en la caseïna (que es troba en aliments com el formatge). Tenen fibra dietètica i inclouen majoritàriament greix no saturat i contenen algunes vitamines, com la vitamina B12, riboflavina i vitamina A a més de minerals essencials.
Les llagostes contenen entre 8 i 20 mil·ligrams de ferro per cada 100 grams de llagosta crua. La carn en canvi conté aproximadament 6 mil·ligrams de ferro en la mateixa quantitat de carn. Els grills també són molt eficients quant a nutrients. Per cada 100 grams de substàncies, els grills contenen 12,9 grams de proteïna, 121 calories i 5,5 grams de greix. La vedella conté més proteïna: 23,5 grams en 100 grams de substància, però també té aproximadament 3 vegades més de calories i quatre vegades la quantitat de greix que els grills, en 100 grams. Així doncs, per cada 100 grams de substància, els grills contenen només la meitat dels nutrients de la vedella, tret del ferro. Ha tenir en compte: l'alt nivell de ferro en l'alimentació està implicat en el càncer d'intestí i les malalties del cor
| Valor nutritiu per 100 g                | Cucs de la farina (larves) | Grills             | Llagosta migratoria |
| --------------------------------------- | -------------------------- | ------------------ | ------------------- |
| Energia                                 | 550 kcal / 2303 kJ         | 458 kcal/ 1.918 kJ | 559 kcal/ 2.341 kJ  |
| Greix dels quals àcids grassos saturats | 37,2 g 9 g                 | 18,5 g 7 g         | 38,1 g 13,1 g       |
| Carbohidrats dels quals són sucres      | 5,4 g 0 g                  | 0 g 0 g            | 1,1 g 0 g           |
| Proteïna                                | 45,1 g                     | 69,1 g             | 48,2 g              |
| Sal                                     | 0,37 g                     | 1,03 g             | 0,43 g              |

## Agricultura, producció i processament

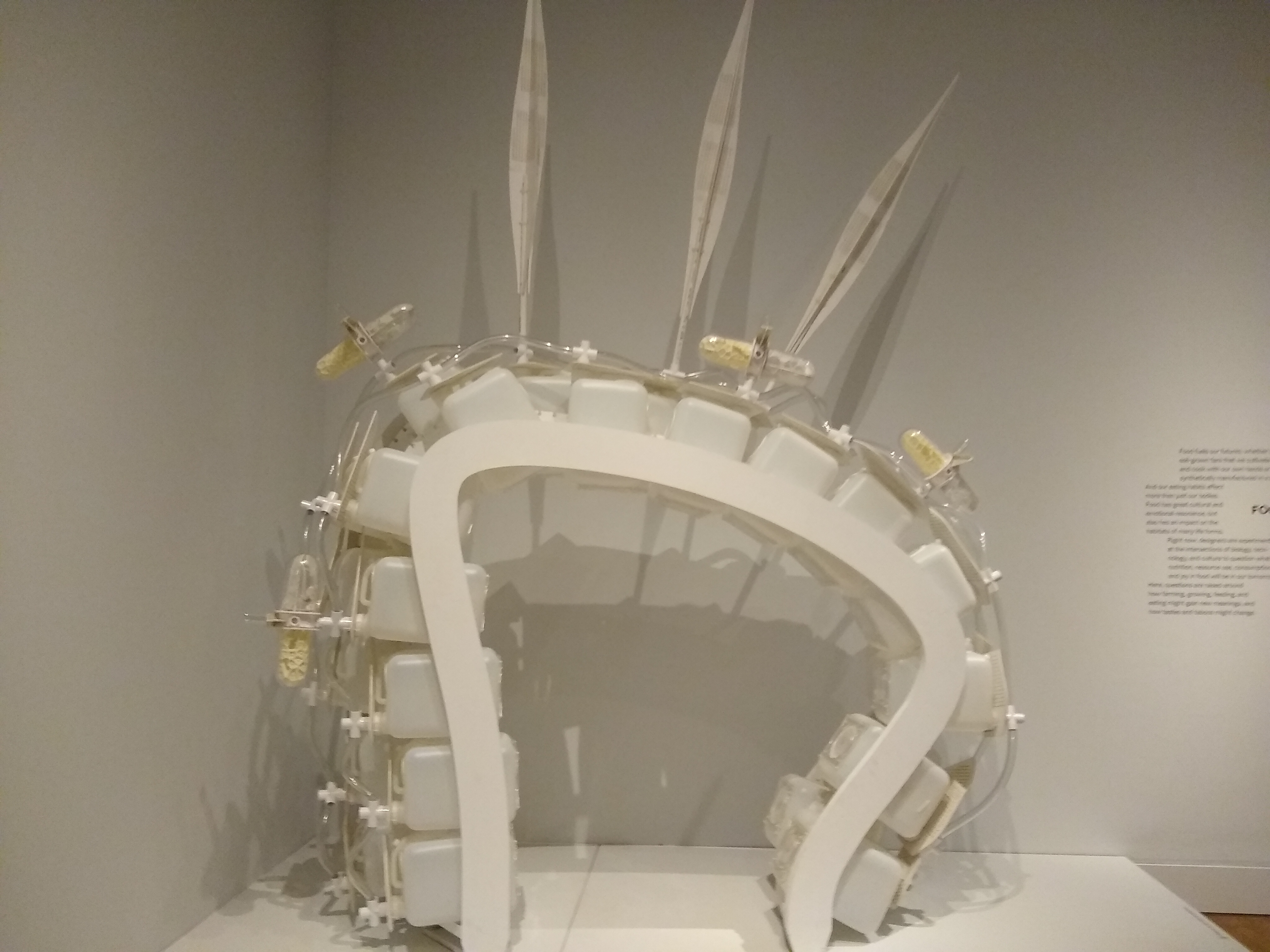
Refugi pels grills en una granja modular d'insectes comestibles. Disseny de Terreform UN

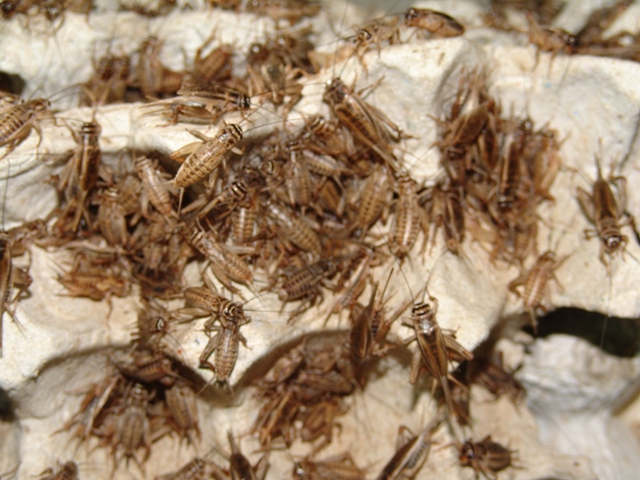
Grills conreats per consum humà

Els insectes comestibles són conreats com es fa amb el bestiar, en granges especialitzades per insectes. Tant als EUA com en països europeus com als Països Baixos o Bèlgica, els insectes són produïts sota una llei d'alimentació estricta i amb l'estàndard d'higiene pel consum humà.
Hi tenen a veure diverses variables com: temperatura, humitat, alimentació, fonts d'aigua i allotjament depenent de l'espècie d'insecte. Els insectes s'obtenen dels ous en estat de larva (cucs de la farina) o en la seva forma madura (grills, llagostes) en granges industrialitzades que, baixant la temperatura es sacrifiquen. Després, els insectes són congelats/deshidratats i empaquetats sencers o pulveritzats (farina d'insecte) per ser processat component altres productes alimentaris com productes de panaderia, menjar ràpid o mos.
A més de la seva composició nutritiva i la digestibilitat, els insectes també es seleccionen per la facilitat d'execució pel productor. Això inclou la susceptibilitat a malalties, eficàcia en l'alimentació, índex de creixement productiu i facturació.

### Productes d'alimentació amb insectes
A la Unió Europea, als EUA i a Canadà es troben els següents productes alimentaris processats:
- Farina d'insecte: Polvoritzat, insectes assecats per congelació (p. e., Cricket Flour; en català, farina de grill).
- Hamburguesa d'insectes: Hamburguesa empanada feta de farina d'insectes (principalment de cucs o grills domèstics) i altres ingredients.[15]
- Barreta dolça d'insectes: Barreta proteica que conté pólvora d'insecte (majoritàriament grills domèstics).
- Pasta alimentària d'insectes: Pasta feta de farina de blat amb farina d'insectes (grills domèstics o cucs de farina).
- Pa d'insecte (en finlandès Sirkkaleipä): el pa cuit amb farina d'insectes (majoritàriament grills domèstics).[16]
- Mos aperitiu d'insectes: fritures o mos petit (picades) fets amb pólvora d'insectes i altres ingredients.[17]

Empreses de beguda o d'alimentació, com la cervesera australiana Bentspoke Brewing Co i el de la sud-africana Gourmet Grubb que fins i tot va posar al mercat una beguda alternativa a la llet basada en cervesa amb insectes introduïts com component, així com gelat d'insecte.

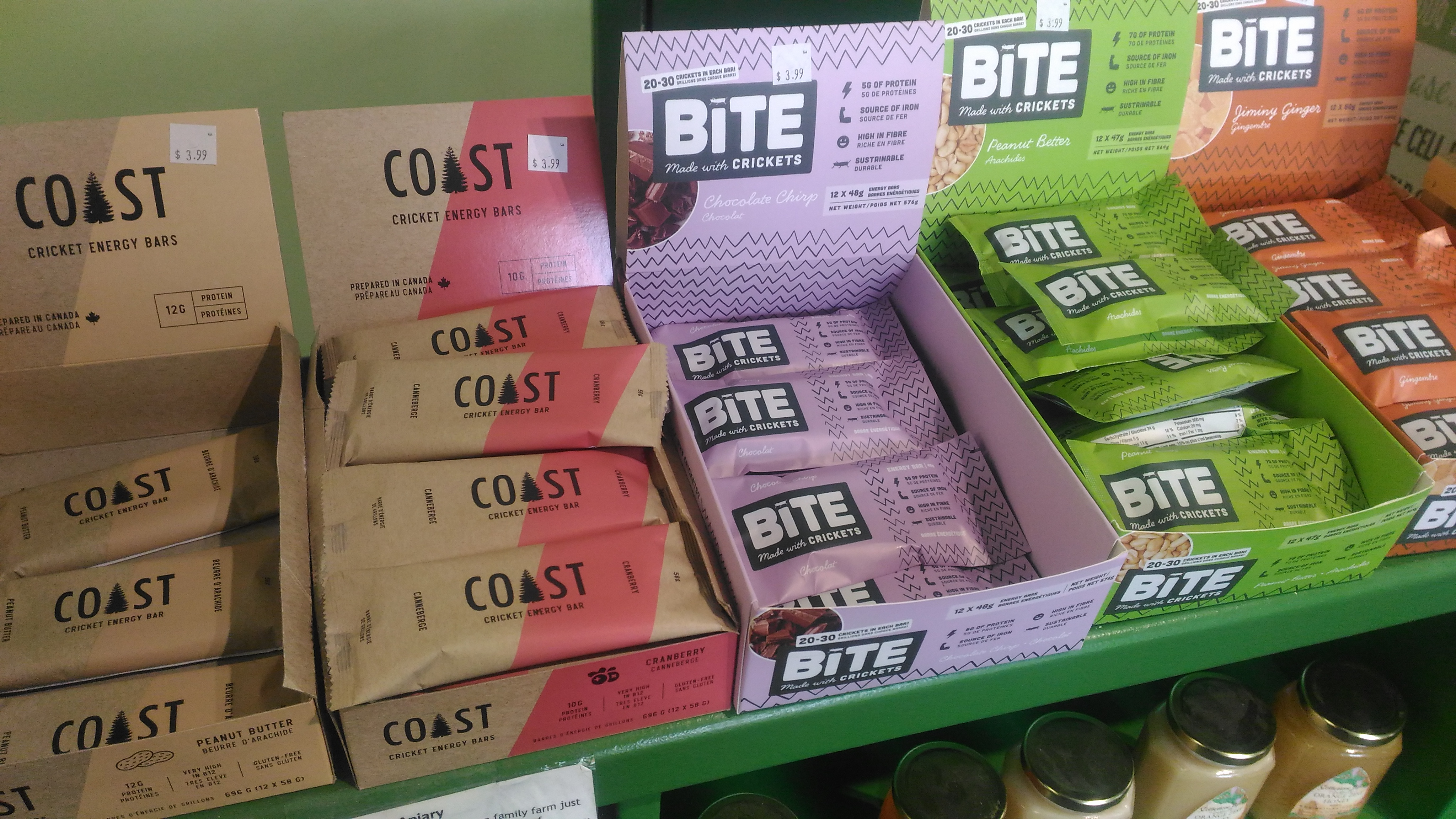
Barretes energètiques fetes amb grills processats com ingredient
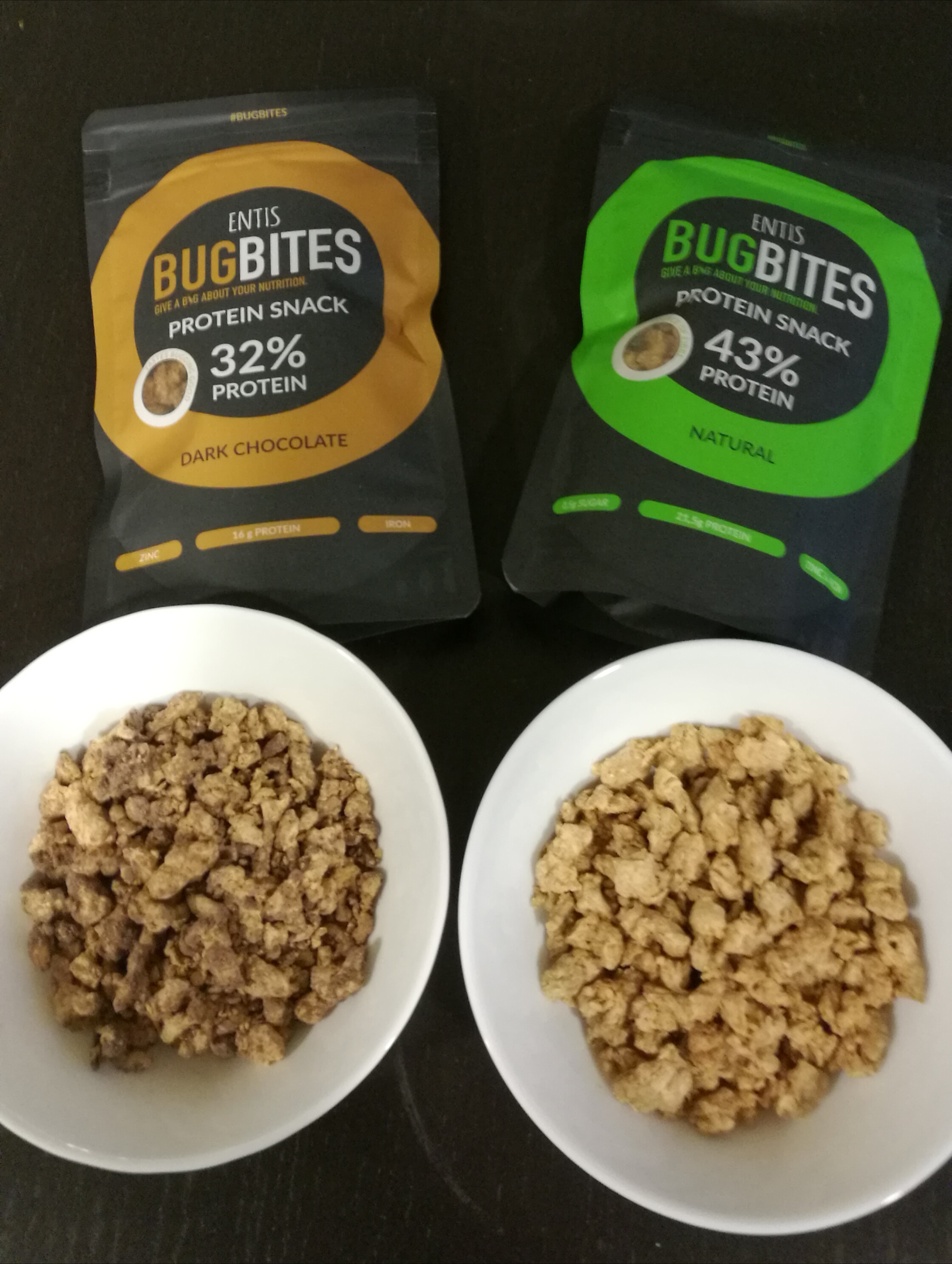
Aperitius (bites) farina de grills i civada

## Seguretat alimentària

### Reptes
Malgrat tots els avantatges que proporciona la proteïna dels insectes, hi ha alguns desafiaments derivats de problemes de producció i de seguretat.
La producció industrial massiva d'insectes comporta una preocupació per la manca de tecnologia i fons per recol·lectar i produir insectes de manera eficient. La maquinària hauria de disposar de un recinte adequat per a cada cicle de vida de l'insecte, així com el control de la temperatura que és clau per al desenvolupament d'insectes.
La indústria també ha de considerar la vida útil dels insectes en comparació amb els productes animals, ja que alguns poden tenir problemes de seguretat en alimentació doncs tenen la capacitat d'acumular contaminants, patògens, la concentració de metalls pesants, al·lèrgens i pesticides, etc.
La taula a sota combina les dades de dos estudis publicats a Comprehensive Reviews in Food Science and Food Safety, i que resumeixen els riscos potencials de les cinc espècies d'insectes consumides majoritàriament per éssers humans.
| Ordre d'insecte | Nom comú           | Hazard Categoria | Potencial hazard                         |
| --------------- | ------------------ | ---------------- | ---------------------------------------- |
| Coleoptera      | Escarabat          | Químic           | Oromones                                 |
| Coleoptera      | Escarabat          | Químic           | Substànciescyanogentiques                |
| Coleoptera      | Escarabat          | Químic           | Contaminació per metalls pesants         |
| Lepidoptera     | Cuc de seda        | Al·lèrgic        |                                          |
| Lepidoptera     | Cuc de seda        | Químic           | Tiamina                                  |
| Lepidoptera     | Arna               | Microbià         | Recompte bacterial alt                   |
| Lepidoptera     | Arna               | Químic           | Substànciescyanogentiques                |
| Hymenoptera     | Formiga            | Químic           | Factors antinutricionals (tanins, fitat) |
| Orthoptera      | Grill domèstic     | Microbià         | Recompte bacterial alt                   |
| Hemiptera       |                    | Parasitari       | Malaltia de Chagas                       |
| Diptera         | Mosca soldat negre | Parasitari       | Miasi                                    |

Els riscos dels insectes que es mostren a dalt es poden controlar de diverses maneres. Es pot etiquetar el perill al·lèrgic a l'envoltori per evitar consums per part dels consumidors susceptibles d'al·lèrgia. Es pot utilitzar un cultiu selectiu per minimitzar el perill químic, mentre que el risc microbià i parasitari es pot controlar mitjançant procediments de cuina.

### Regulació i autorització

#### Suïssa
L'1 de maig de 2017, Suïssa ha aprovat com a aliment les següents espècies d'insectes:
- Grill domèstic (Acheta domesticus)
- Llagosta migratòria (Locusta migratoria)
- Cucs de la farina (Tenebrio molitor), les larves

En determinades condicions, es poden oferir a consumidors com a animals sencers, pulverizats o processats en productes alimentaris.

#### Unió Europea
A la UE, els insectes entren dins de la definició donada per la Comissió Europea com a ingredients alimentaris nous, distints dels animals. Algunes parts d'insectes, per exemple, potes, ales o caps així com els insectes sencers, formen part d'aquesta definició. L'autoritat europea per a la seguretat alimentària (European Food Safety Authority EFSA) elabora els dossiers de les espècies d'insectes. L'agost de 2018, EFSA va publicar un perfil de risc del grill domèstic com a aliment.

## Conscienciació
L'empresari belga Chris Derudder, va fer la presentació del Dia Mundial dels Insectes Comestibles, el 2015, per sensibilitzar a nivell mundial el consum d'insectes comestibles, centrat en Europa, Amèrica del Nord i Austràlia.

## Bibliografía addicional
- van Huis/Tomberlin. Insects As Food and Feed: From Production to Consumption.  Wageningen Academic Publishers, 2017. ISBN 978-9086862962.
- Dossey, Morales-Ramos and Rojas. Insects as Sustainable Food Ingredients: Production, Processing and Food Applications. Arxivat 2020-07-03 a Wayback Machine.
- Shockley and Dossey Mass Production of Beneficial Organisms, 2014, pàg. 617–652. DOI: 10.1016/B978-0-12-391453-8.00018-2.
- Calder, Daniel. El Dietitian Guia a Menjar Bugs 2013 ebook  Arxivat 2016-05-09 a Wayback Machine.
- Dossey, Aaron The Scientist, 27, 2013, pàg. 22–23.